# 円心寺 (本庄市)
円心寺（えんしんじ）は、現在の埼玉県本庄市にある浄土宗の寺院。山号を要行山、寺号を先求院。御本尊は阿弥陀三尊。武州本庄七福神めぐりの福禄寿を祀る。

## 歴史
武蔵国児玉郡北部所在の後期本庄城の城主である小笠原信之が亡き母の菩提を弔う目的で天正9年（1581年）に建立された、と伝えられているが、歴史的矛盾が見られる（備考を参照）。慶長8年（1603年）、信之は実父の酒井忠次の為に堂宇を建立。後の慶長14年（1609年）、圓心房を呼び、開山させる。当時の山号は秀徳山であったが、元禄頃に改め、要行山とし、鴻巣勝願寺末となった。山門は天明年間に建てられたと伝えられ、その色から「赤門（あかもん）」の名で地元の人達に親しまれ、参詣対象となっている。
一度火災を経験し、後に再建されるも、明治6年（1873年）に再び焼失。山門だけが残る。明治40年（1907年）、二度目の再建に至り、今日に続く。平成年間に入ってからは寄付を得て本堂を新築している。

## 文化財・寺宝
- 円心寺開創縁起絵巻
- 山門 - 市指定文化財（指定日・昭和54年4月27日）。三間一戸の構造。

## 所在地
本庄市本庄3-3-2
本庄城址（小笠原氏本庄城）の南方に位置する。小笠原氏の菩提寺自体は城の西方に位置する開善寺である。

## 備考
- 伝承では、天正9年建立としているが、この時点ではまだ小笠原氏は徳川家康から本庄を配領されていないため、誤伝と考えられる。天正9年時点ではまだ本庄氏が健在であり、城も前期本庄城の時代である。信之の養父である小笠原信嶺が本庄を領したのが天正18年であることを考えれば、天正19年建立の誤りと考えられる。